# Pomona (Kansas)
Pour les articles homonymes, voir Pomona.
Pomona est une ville américaine située dans le comté de Franklin, au Kansas. Selon le recensement de 2010, sa population est de 832 habitants.